# 古力巴哈尔·买哈木提江
古力巴哈尔·买哈木提江（1966年12月24日—），又名古丽巴哈尔·海提瓦吉，维吾尔族，《中国“古拉格”的幸存者》一书作者，曾自称自法国返回新疆时遭到拘禁，并在教培中心受到迫害。

## 生平
古力巴哈尔·买哈木提江于1966年12月24日出生在伊宁市，供职于新疆油田公司。1985年，古力巴哈尔·买哈木提江与丈夫阿不都克里木·海提瓦吉一同参与了乌鲁木齐的分裂主义游行。之后两人加入世界维吾尔代表大会。阿不都克里木·海提瓦吉后来以政治难民身份移居法国，并担任世界维吾尔代表大会法国分支副主席。2006年，古力巴哈尔·买哈木提江携两女儿持中国护照到法国与其丈夫团聚并获取政治庇护。2009年，她以探亲为由回国，参与煽动了乌鲁木齐七·五事件。2016年11月回国。2017年1月，中国公安机关对其立案侦查，同日采取刑事拘留措施。因其认罪悔罪态度良好，公安机关对其作出不起诉的决定。此后一直在新疆生活直至2019年8月出境至法国。2021年在法国出版《中国“古拉格”的幸存者》。